# Харішчандра
Харішчандра (гінді हरीश, бл. 1175 —1197) — останній магараджахіраджа Антарведі у 1194—1197 роках.

## Життєпис
Походив з клану Гаґавадалів. Син Джаячандри. Народився близько 1175 року. Напис, датований 10 серпня 1175 року, фіксує дарування, зроблене з нагоди церемонії джатакарман (народження дитини) Харішчандри. Інший напис, датований тієї ж дати фіксує другий подарунок, наданий для святкування церемонії намакарани (присвоєння імені) Харішчандри.
Ймовірно з 1192 року в статусі ювараджи (офіційного спадкоємця) брав участь у війні батька проти гуридського полководця Айбека. Після загибелі батька у 1194 році посів трон, продовживши боротьбу. Зумів зберегти під своєю владою Каннаудж. 1197 року загинув у війні з Айбеком, який захопив більшість володінь Гаґавадалів. В невеличких князівствах на півдні деякий час панували представники молодших ліній династії. Інші представники рушили на південний захід, де стали засновниками клану Ратхор, що правив князівством Марвар.